# Parafia św. Bartłomieja w Łanach
Parafia św. Bartłomieja w Łanach – rzymskokatolicka parafia z siedzibą w Łanach, należąca do dekanatu Łany w diecezji opolskiej. Od 2020 proboszczem parafii jest ks. Roman Smolarz.
Obecny kościół parafialny pw. św. Bartłomieja został wzniesiony w latach 1903–1905.

## Zasięg parafii
Do parafii należą wierni z miejscowości: Dzielnica, Łany, Podlesie i Płonia (dawniej samodzielne sołectwo, obecnie część Roszowic).

## Proboszczowie
| imię i nazwisko         | lata urzędowania | Uwagi         |
| ----------------------- | ---------------- | ------------- |
| Petrus Plebanus de Laen | 1400             |               |
| Stanislaus Szczesny     | 1646–1665        |               |
| Melchior Curatus        | 1665–1682        |               |
| Matthaeus Janas         | 1682–1706        |               |
| Johannes Gallus         | 1706–1720        |               |
| Joseph Sikulus          | 1720–1728        |               |
| Joseph Waclawczik       | 1728–1762        |               |
| Sigismund von Tuck      | 1762–1775        |               |
| Emmanuel von Schimonsky | 1776–1793        |               |
| Joseph Pampuch          | 1793–1795        | administrator |
| Joseph Polomski         | 1796–1832        |               |
| Frans Deutschmannek     | 1832–1833        | administrator |
| Anton Czogalla          | 1833–1854        |               |
| Joseph Slawik           | 1854–1879        |               |
| Alois Niewiesch         | 1879–1886        |               |
| Theodor Czekir          | 1886–1890        |               |
| Anton Zwierzina         | 1890–1915        |               |
| Hranz Haiduk            | 1915–1945        |               |
| Joseph Spilla           | 1945–1980        |               |
| Anton Schattanik        | 1980–2007        |               |
| Donat Wystrach          | 2007–2020        |               |
| Roman Smolarz           | od 2020          |               |